# Mehdi Benatia
Mehdi Amine El Mouttaqi Benatia (în arabă مهدي بنعطية; n. 17 aprilie 1987) este un fotbalist marocan care evoluează pe postul de fundaș la clubul Al-Duhail din Dubai și la echipa națională de fotbal a Marocului.

## Palmares
Roma
- Serie A

Vice-campion: 2013–14